# Sabellida
Ordre
Les Sabellida sont un ordre de vers annélides polychètes de l'infra-classe des Canalipalpata.

## Systématique
Ce taxon a été initialement créé par Georg Marius Reinald Levinsen (d) en 1883 sous le terme de « Sabelliformia » pour regrouper alors les familles des Sabellidae et des Serpulidae.

## Description et caractéristiques

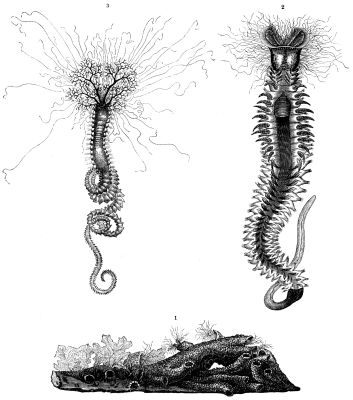
Anatomie d'un ver Sabellide.

Ce sont des animaux filtreurs qui captent le plancton et les matières en suspension dans l'eau, sans véritable organe buccal, au moyen de plumeaux (panaches de filaments organisés en une à plusieurs couronnes ou spiralés, selon l'espèce ou l'âge de l'individu) qui piègent les animalcules et les particules apportés par le courant et les mouvements de l'eau. Ces espèces vivent dans des tubes minéralisés qu'ils fabriquent eux-mêmes, soit soudés à un substrat soit foré dans celui-ci (notamment du corail). 
Certaines de ces espèces, recherchées comme appât vivant pour la pêche sont localement menacées.
Parmi les espèces de cet ordre figurent notamment :
- le Ver « arbre de Noël » Spirobranchus giganteus, très courant dans les récifs de corail et célèbre pour ses belles couleurs[4]. ;
- le Ver à plumeau géant Eudistylia polymorpha ;
- le Ver paon (Sabella pavonina), dont le corps très allongé peut comprendre de 100 à 600 segments dits métamères ;
- le « Ver d’anémone » (Sabella spallanzanii) également appelé « Ver à panache de roche » et souvent improprement qualifié de spirographe (à tort car son ou ses panaches ne sont pas spiralés mais superposés) qui est le plus grand des spirographes connu sur les côtes européennes (son tube souple de mucus et vase durcis peut atteindre 60 cm, abritant le corps du ver qui peut être constitué de 200 métamères)[3].

## Liste des familles
| Selon World Register of Marine Species (28 juillet 2020) : - famille Fabriciidae Rioja, 1923 - famille Sabellidae Latreille, 1825 - famille Serpulidae Rafinesque, 1815 - famille Siboglinidae Caullery, 1914 | Selon ITIS (28 juillet 2020) : - famille Fabriciidae - famille Oweniidae Rioja, 1917 - famille Sabellariidae Johnston, 1865 - famille Sabellidae Malmgren, 1867 - famille Serpulidae Johnston, 1865 - famille Siboglinidae Caullery, 1914 |

## Galerie

Des Sabella spallanzanii au large de Malte.

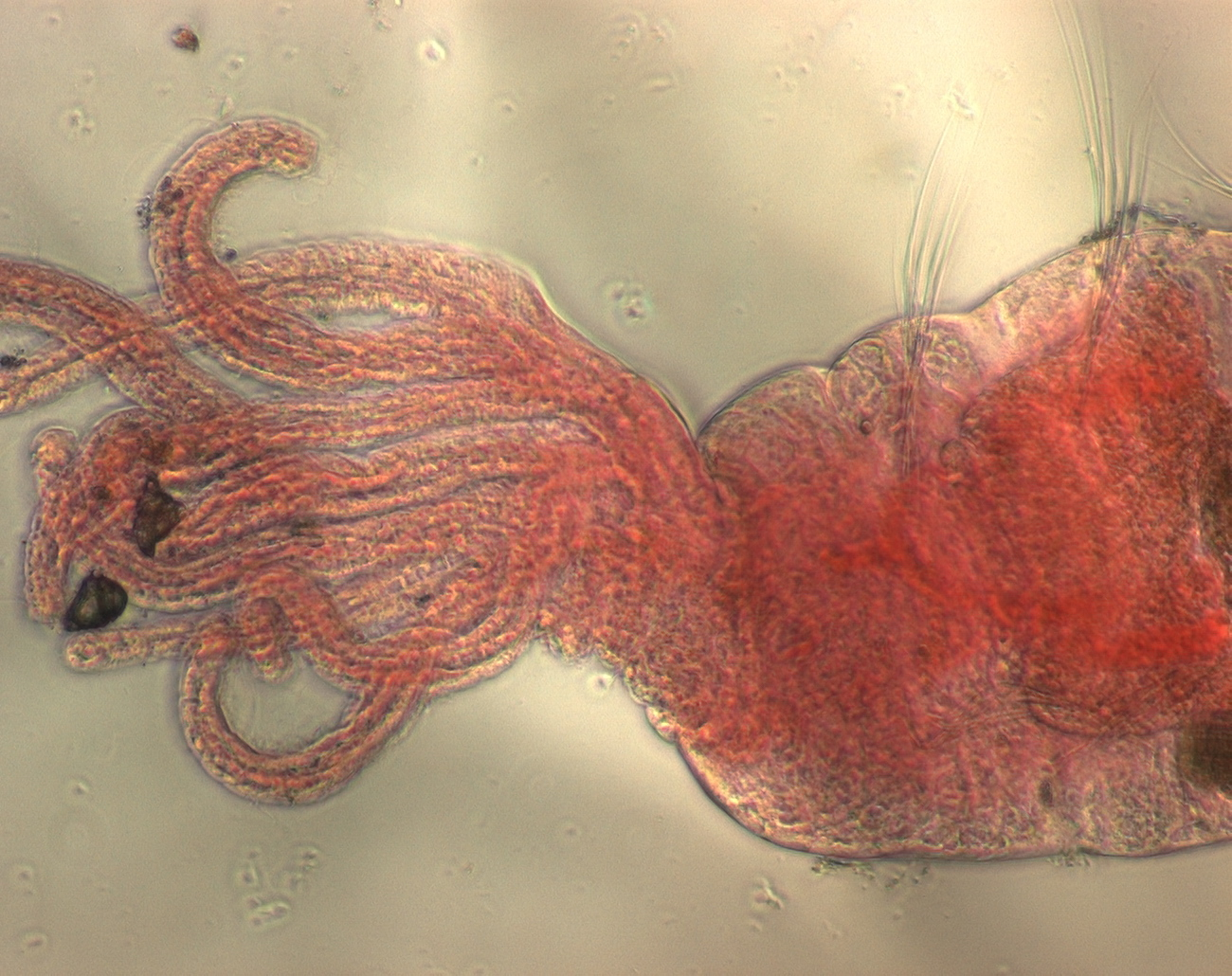
Manayunkia aestuarina (Fabriciidae).
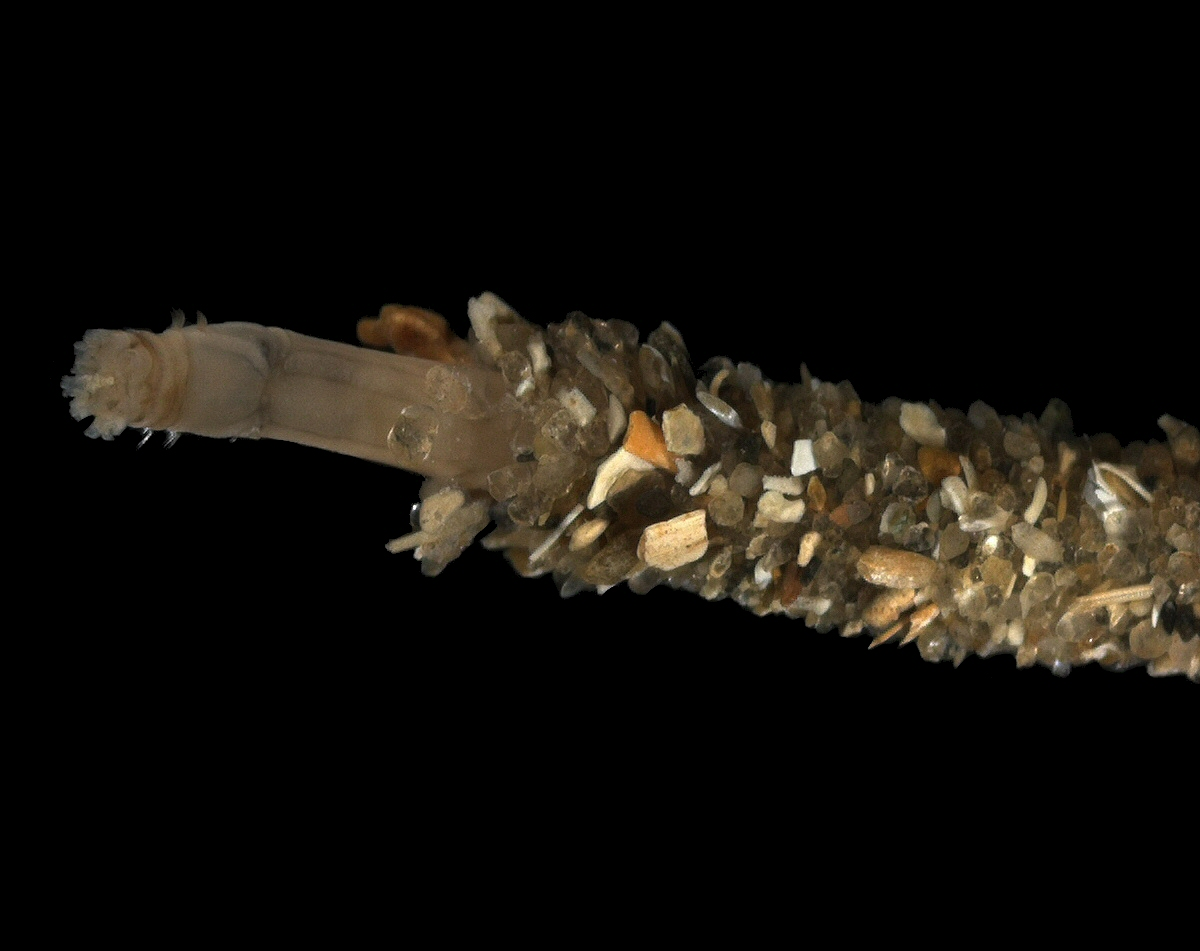
Owenia fusiformis (Oweniidae).
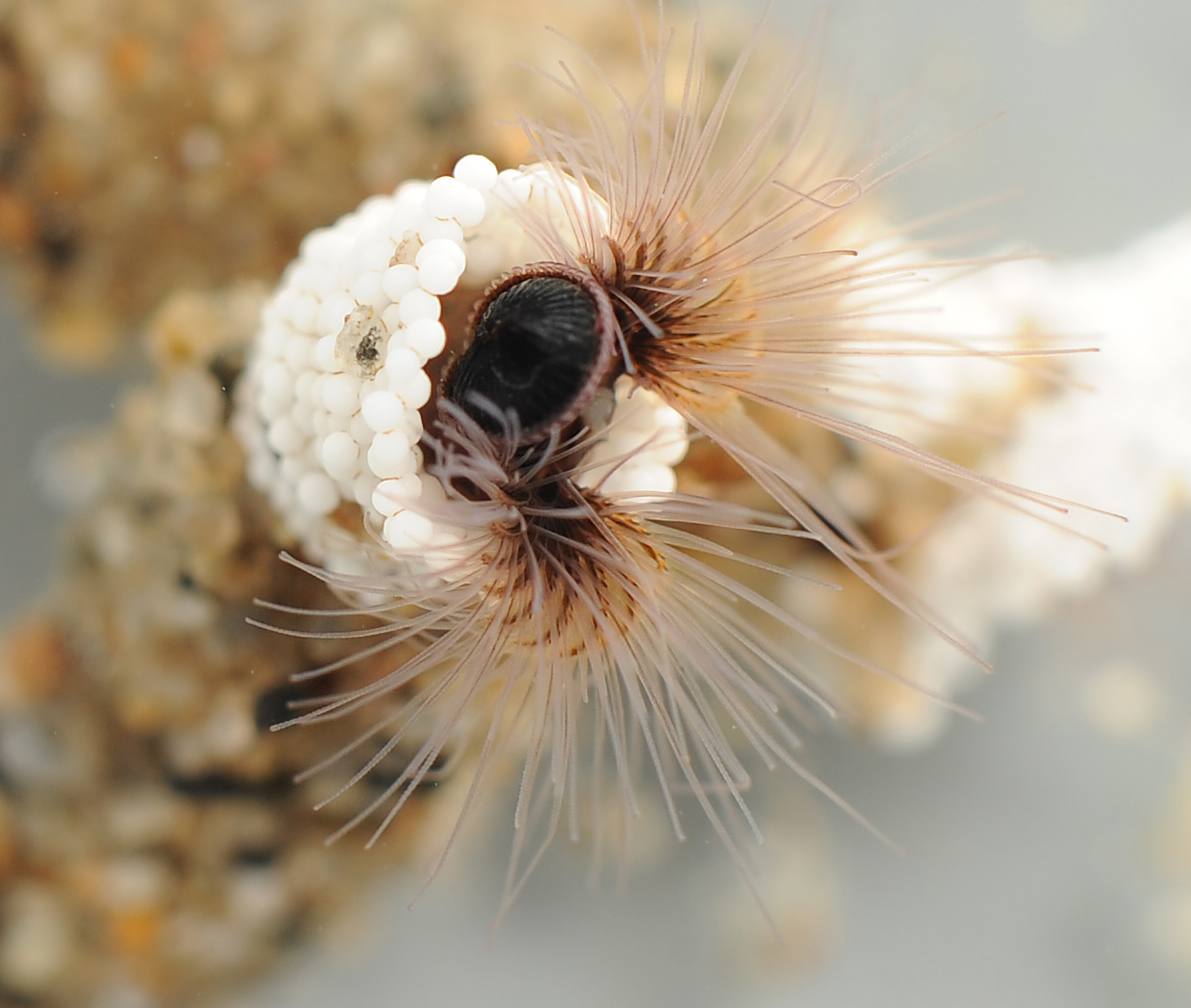
Phragmatopoma californica (Sabellariidae).
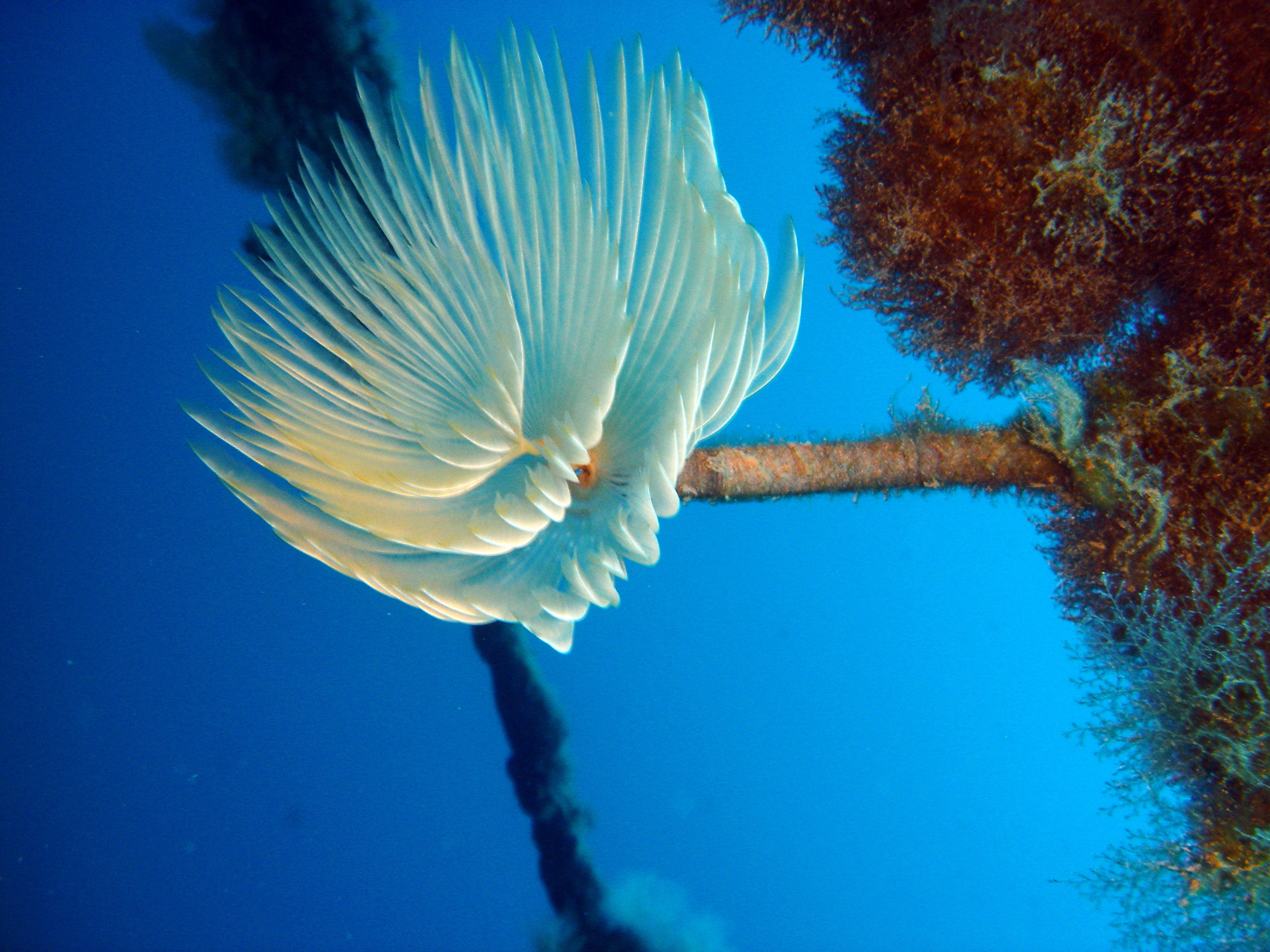
Sabella spallanzanii (Sabellidae).
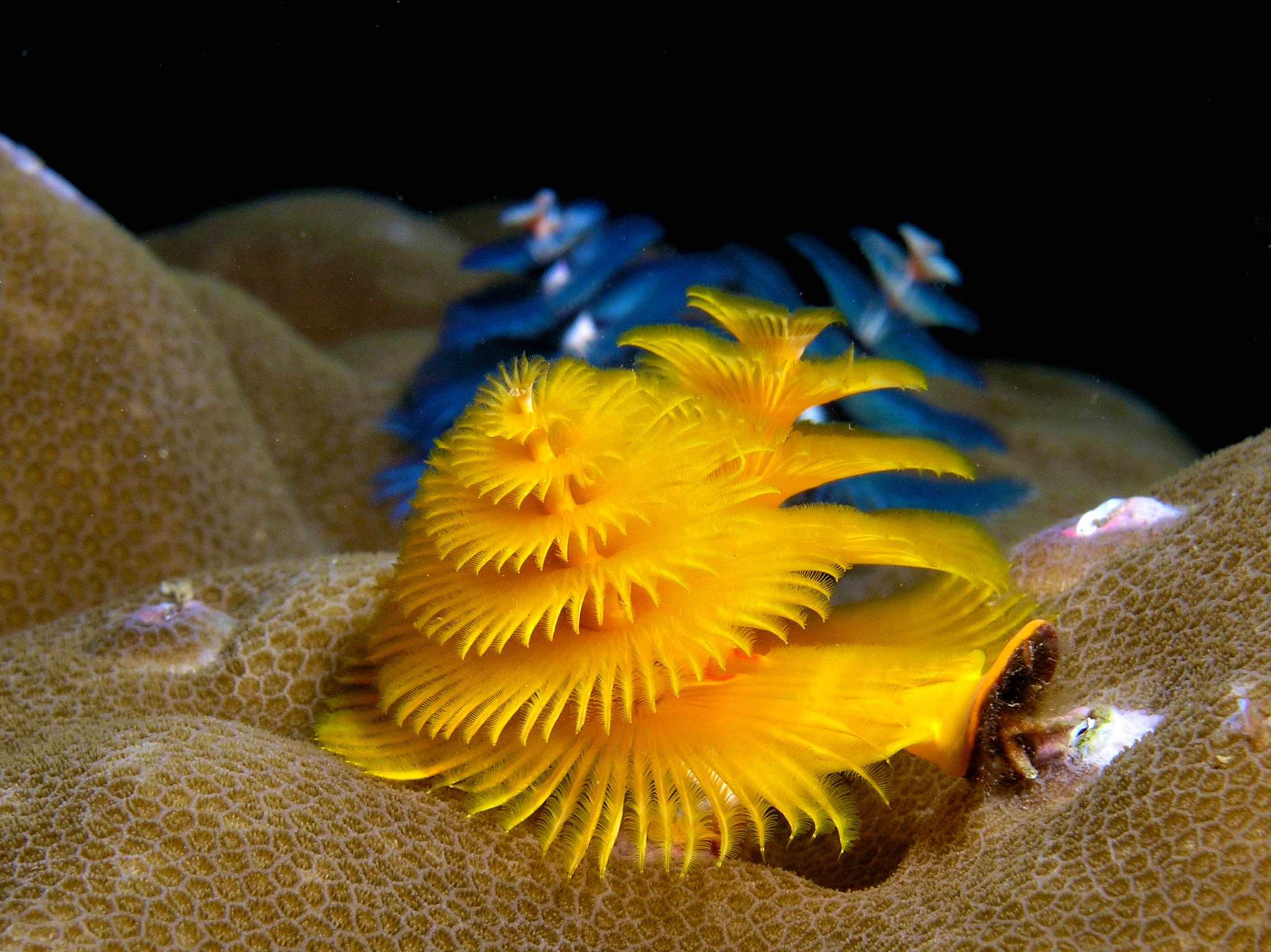
Spirobranchus giganteus (Serpulidae).
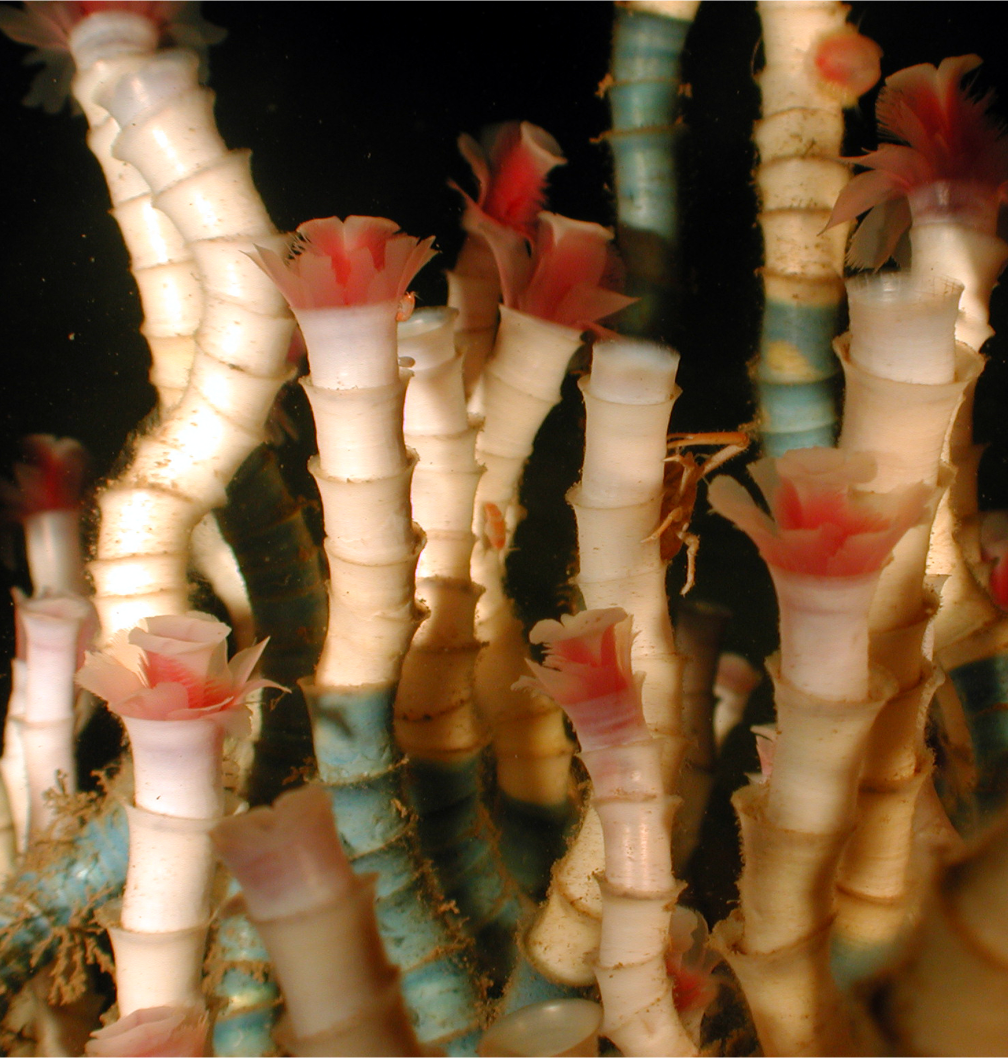
Lamellibrachia luymesi (Siboglinidae).

## Publication originale
- G. M. R. Levinsen, « Systematisk-geografisk oversigt over den nordiske Annulata, Gephyrea, Chætognathi og Balanoglossi », Videnskabelige Meddelelser fra Dansk Naturhistoriske Forening i Kjøbenhavn, vol. 1882,‎ 1883, p. 160-251 (ISSN 0373-3874, OCLC 18418763, DOI 10.5962/BHL.TITLE.16117, lire en ligne).